# Feirefiz

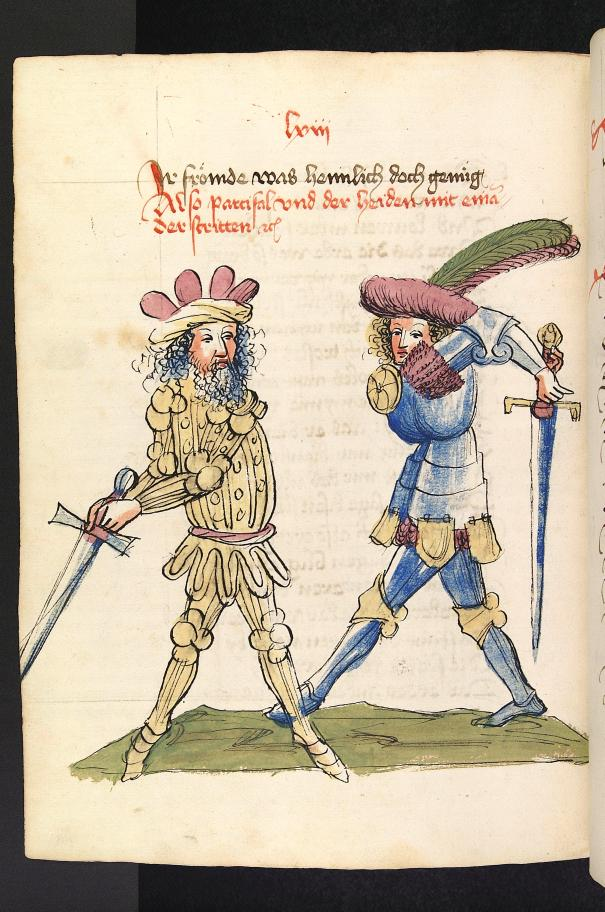
1400-talsillustration av tvekampen mellan Parsifal och Feirefiz med moriska drag som turbanen, men inte som både svart och vit.

Feirefiz är en figur i Wolfram von Eschenbachs riddarroman Parzival. Han är halvbror till riddar Parsifal och kung av riket Zazamanc.
Feirefiz är son till riddaren Gahmuret Angevin, Parsifals far, och den hedniska mordrottningen Belakane av Zazamanc. Han beskrivs i sagan som både svart och vit, som en skata, och får därför namnet Feirefiz (från fornfranskans vairs och fiz, "färgrik son") av sin mor. Senare i berättelsen möter han sin halvbror, och eftersom de inte känner igen varandra börjar de strida. De är jämnstarka, men Feirefiz får övertaget när han tänker på sin hedniska fru Secundille. När även Parsifal tänker på sin hustru får han övertaget och stöter Feirefiz hjälm med sitt svärd, som då bryts, varpå Feirefiz slänger bort sitt svärd och de omfamnar varandra. Parsifal högaktar sin halvbror för hans ridderlighet och rikedom, samt att han är den äldre av de två. Feirefiz erbjuder sig sedan att dela sina riken med halvbrodern, och följer med till kung Arturs hov. Där blir han kysst av Gawain och Artur sätter sig bredvid honom. När Parsifal sedan reser till Graalslottet blir Feirefiz hans följeslagare. Feirefiz blir även förälskad i den fagra damen Repanse de Schoye, och för hennes skull överger han sin gud Jupiter för kristendomen.

## Betydelse i berättelsen
Trots att Feirefiz är hedning och delvis svart, vilket ofta representerade hedendom eller helvetet under medeltiden, är han ändå ett ridderligt ideal i berättelsen. Särskilt under deras strid är det tydligt att han och Parsifal är jämlikar trots deras olika religioner och hudfärger. Detta kan tyda på att Wolfram von Eschenbach hade en positiv syn på icke-kristna.